# 長腹角貝寄居蟹
長腹角貝寄居蟹（学名：Tsunogaipagurus chuni）为擬寄居蟹科角貝寄居蟹屬下的一个种。